# Мезентерични паникулитис
Мезентерични паникулитис је ретка болест коју карактерише хронична неспецифична упала која захвата масно ткиво мезентеријума црева.

## Епидемиологија
Мезентерични паникулитис је јако ретка болест која се углавном јавља код пацијената у средњем или касном одраслом добу и двоструко је чешћа код мушкараца него код жена. 

## Етиопатогенеза
Узрок болести је нејасан. Као патогени механизми су предложени аутоимуни одговор на непознате изворе и исхемија мезентеријума. 
Још није јасно да ли се мезентерични паникулитис јавља самостално или у комбинацији са другим поремећајима, јер је болест повезана са различитим стањима као што су:
- васкулитис,
- грануломатозна болест,
- реуматска болест,
- малигни тумори,
- панкреатитис,
- орбитални псеудотумор, који узрокује упалу и оток у шупљем простору око и иза ока,
- Риделов тироидитис, који узрокује стварање ожиљног ткива у и око штитне жлезде
- ретроперитонеална фиброза , која узрокује да се фиброзно ожиљно ткиво накупља око органа који се налазе иза мембране која облаже и окружује друге органе у предњем делу трбуха,
- склерозирајући холангитис, запаљенско обољење које узрокује стварање ожиљака у жучним каналима ваше јетре

Иако тачан узрок није познат, лекари мисле да је мезентерични паникулитис вероватно врста аутоимуне болести, у којој имуни систем грешком напада сопствена ткива болесниковог тела. У овом случају, напада мезентеријум. Овај напад производи упалу која узрокује симптоме.
Аутоимуне болести су повезане са генима који се јављају у појединим породицама. Људи са мезентеричним паникулитисом често имају родитеља, брата или сестру или другог рођака са аутоимуном болешћу као што је реуматоидни артритис или Кронова болест .
Упала може бити изазвана оштећењем трбуха, што може бити узроковано:
- инфекцијом
- хируршком интервенцијом,
- неким лековима,
- повредом.

Рак такође може изазвати упалу и задебљање мезентеријума. Мезентерични паникулитис може утицати на људе са овим карциномима:
- лимфом,
- карциноидни тумори,
- канцер дебелог црева,
- рак бубрега,
- карцином простате,
- меланом,
- рак плућа,
- рак желуца.

## Клиничка слика
Мезентерични паникулитис је обично асимптоматска болест, и често је повезана са абдоминалним или дисталним малигнитетом, када клинички ток може попримити облик тешке и агресивне болести.
Симптоми могу бити прогресивни, повремени или одсутни.
Када је мезентерични паникулитис симптоматски, пацијенти могу имати опипљиву абдоминалну масу и системске манифестације, укључујући:
- бол у стомаку, изазван отоком који може да изврши притисак на органе у близини црева.
- грозницу,
- губитак телесне тежине,
- поремећај функције црева променљивог трајања, мучнину, повраћање, дијареју, затвор
- осећај ситости брзо након јела
- губитак апетита
- надимање
- квржицу у стомаку
- умор

Симптоми могу трајати неколико недеља или месеци, а затим нестати.

## Дијагноза
Мезентерични паникулитис се често погрешно дијагностикује јер је јако ретка болест.  У већини случајева болест се случајно идентификује током компјутерске томографије као неповезано стање, када се дијагностикује узрок болова у стомаку.
Карактеристике налаза на компјутеризованој томографији укључују: 
- омотавање горњих мезентеричних крвних судова добро оцртаном масном масом,
- померање суседних цревних петљи,
- добро дефинисане нодуле меког ткива мање од 5 мм,
- масни ореол,
- хипер ослабљену траку.

Лабораторијски налази, укључујући повећање брзине )седиментације еритроцита и анемију, су одсутни или су неспецифични. 
Биопсија ткива мезентеријума може да потврди дијагнозу.

## Терапија
Потпуна ресекција туморске масе је обично немогућа и генерално се сматра да није излечива или корисна.
Пацијентима са мезентеричним паникулитисом можда неће бити потребно лечење, већ само праћење симптоме и  поновљање комјутерске томографије да се мвиди да ли се упала погоршава. Могуће је да ће мезентерични паникулитис нестати сам од себе у року од неколико недеља или месеци.
Ако симптоми сметају или изазивају компликације, пропиујс се лек за смањење упале у телу. Многи лекови који се користе за лечење овог стања делују сузбијањем прекомерно активног одговора имуног система. 
Поред кортикостероидних лекова који се често користе за лечење мезентеричног паникулитиса, остали лекови који лече ово стање укључују:
- азатиоприн (имуран),
- колхицин,
- циклофосфамид,
- инфликсимаб,
- налтрексон у малој дози,
- пентоксифилин,
- талидомид (тхаломид).

## Компликације
Упала у мезентеријуму понекад може довести до блокаде у танком цреву. Ова блокада може изазвати симптоме као што су мучнина, надимање и бол, и може спречити црева да апсорбују хранљиве материје из хране коју једемо, поред тога што смањује нормално кретање супстанци кроз црева.
У овим случајевима може бити неопходна операција за ублажавање симптома.
Мезентерични паникулитис је такође повезан са раком, као што су лимфом, рак простате и рак бубрега. У студији из 2016. 28% људи са овим стањем или су већ имали повезани рак или им је рак недавно дијагностикован.

## Прогноза
Мезентерични паникулитис је хроничан, али обично није озбиљан или опасан по живот. Међутим, ако су  симптоми озбиљни, они могу имати велики утицај на квалитет болесниковог живота.
Симптоми могу трајати од неколико недеља до много година. Просечна дужина времена је око шест месеци. 
Мезентерични паникулитис може чак и да се побољша сам од себе .